# Tjonkie van Rensburg
Tjonkie van Rensburg – południowoafrykański zapaśnik walczący w stylu wolnym. Złoty medalista igrzysk afrykańskich w 1999. Mistrz Afryki w 1994 i drugi w 1993. Czwarty na igrzyskach Wspólnoty Narodów w 1994 roku.